# Гданьск-Вжещ
Гданьск-Вжещ (пол. Gdańsk Wrzeszcz) — пассажирская и грузовая железнодорожная станция в Гданьске (в районе Вжещ), в Поморском воеводстве Польши. Имеет 2 платформы и 4 пути. Относится по классификации к категории C, т.е. обслуживает от 300 тысяч до 1 миллиона пассажиров ежегодно.
Станцию построили вместе с железнодорожной линией Гданьск — Щецин в 1870 году, когда город Гданьск (нем. Danzig) и село Вжещ (нем. Langfuhr) были в составе Королевства Пруссия. Теперь существующее здание вокзала построили в 1969 году.